# Écija
Écija, die Stadt der Türme, liegt am Río Genil zwischen den beiden andalusischen Metropolen Córdoba und Sevilla in der Provinz Sevilla. Die Stadt trägt die Beinamen La sartén de Andalucía (Bratpfanne Andalusiens) und Stadt der Türme.

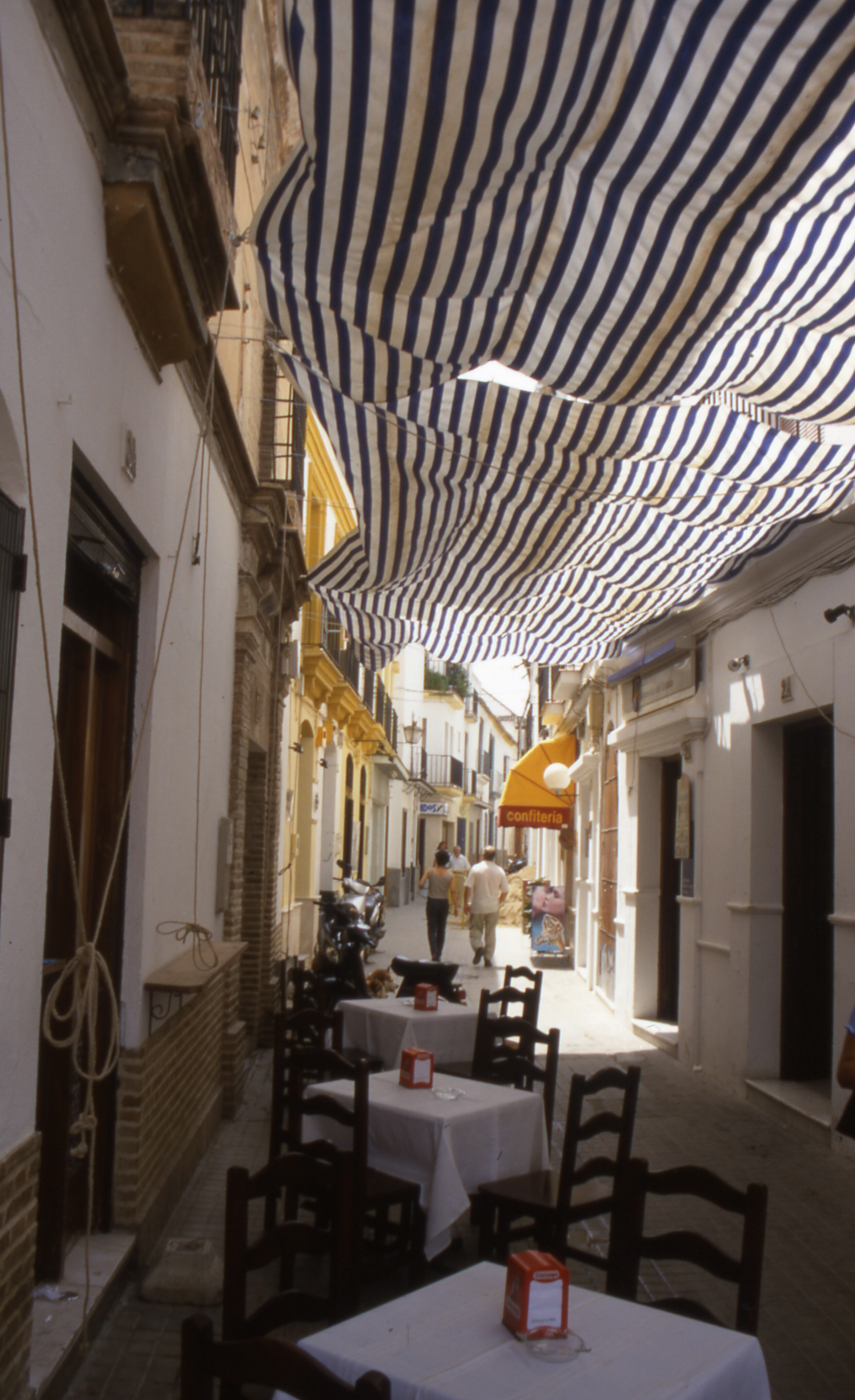
Sonnenschutz in Écija

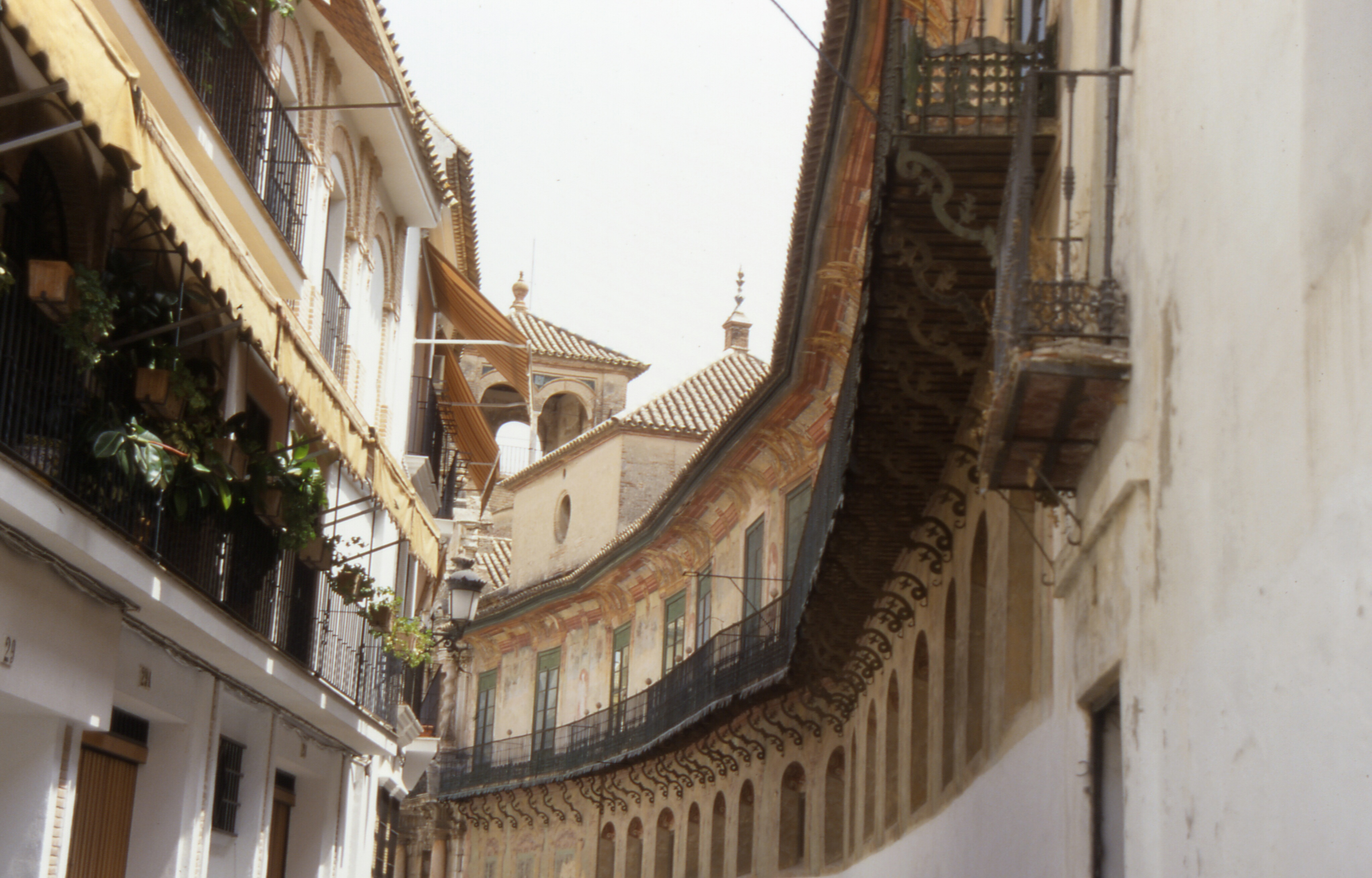
Calle Caballeros in Écija

## Geschichte und Archäologie

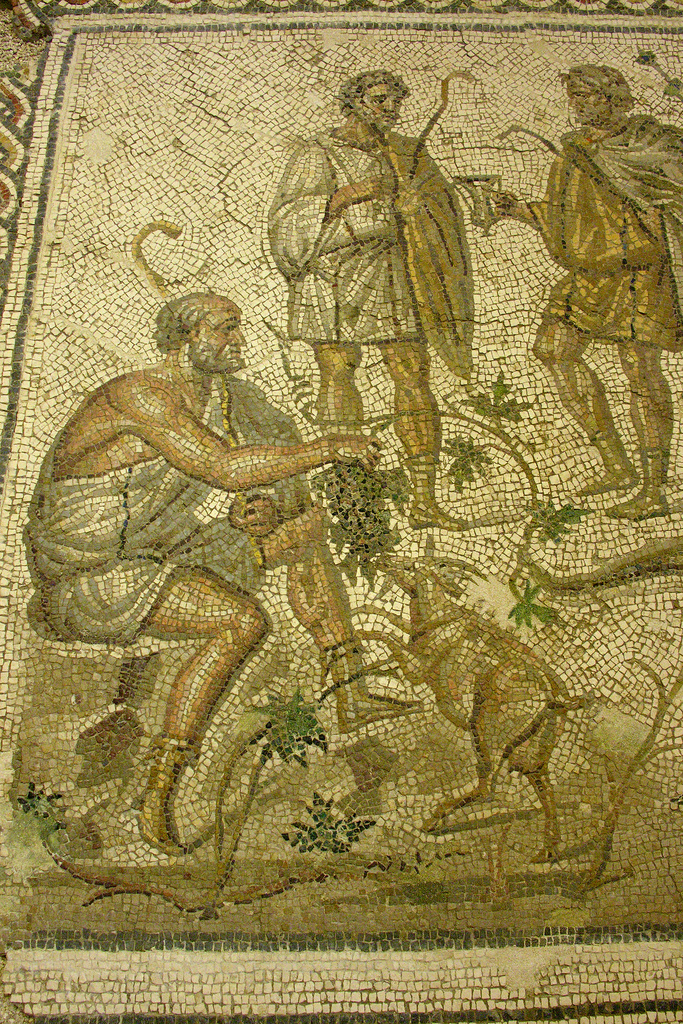
Römisches Mosaik im antiken Astigi

Eine dauerhafte Besiedlung Écijas konnte bis ins achte vorchristliche Jahrhundert nachgewiesen werden. Der römische Name der iberischen Siedlung lautete Astigi. Während der Schlacht von Munda, die in der Nähe von Astigi geschlagen wurde, stand die Stadt „fest“ an der Seite Julius Caesars. Caesar belohnte die Stadt mit Befestigungsbauten und gründete sie als julische Kolonie Colonia Iulia Firma Astigitana neu. Unter Kaiser Augustus wurde ihr Name zu Colonia Iulia Augusta Firma Astigitana erweitert.  Unter Augustus wurde das an der Römerstraße gelegene Astigi auch die Hauptstadt eines der vier Konvente der römischen Provinz Baetica (die anderen waren Gades, Hispalis und Corduba). Die Legende erzählt von einem Aufenthalt des Apostels Paulus in Astigi, der dort gepredigt haben soll. In der Spätantike wurde die Stadt Bischofssitz.
Unter den Westgoten wurde Astigi eine Festung. Nach der Schlacht am Río Guadalete im Juli 711 gegen die Mauren, in welcher der Westgotenkönig Roderich fiel, war Écija eine der ersten Städte, die von den Muslimen erobert und in ihre neue Provinz al-Andalus eingegliedert wurde. Zuerst hatten sich hierher noch Teile des geschlagenen westgotischen Heeres zurückgezogen.
Archäologische Funde zeigen, dass die Stadt damals nur noch einen Bruchteil ihrer alten römerzeitlichen Größe aufwies und dass alte römische Bäder, die man auf dem Rathausplatz von Écija ausgegraben hat (Plaza de España oder im Volksmund Salón de Écija), in westgotischer und frühislamischer Zeit als Friedhof dienten.
Nach dem Zerfall des Kalifats von Córdoba geriet Medina Astiğğia in die Abhängigkeit verschiedener Taifa-Königreiche, erst der Birzaliden von Carmona, dann der Ziriden von Granada und schließlich der Abbadiden von Sevilla.
In dem als Reconquista bezeichneten langwierigen Prozess der Rückeroberung eroberte Ferdinand III. die Stadt 1240 von den Almohaden. In den folgenden Jahrhunderten entwickelte sich Écija durch den Bau von Kirchen zur „Stadt der Türme“.
Durch das große Erdbeben von 1755 wurde Écija weiträumig zerstört.

## Sehenswürdigkeiten
- Historisches Museum im Palacio de Benamejí
- Stadtpalais Palacio de Peñaflor

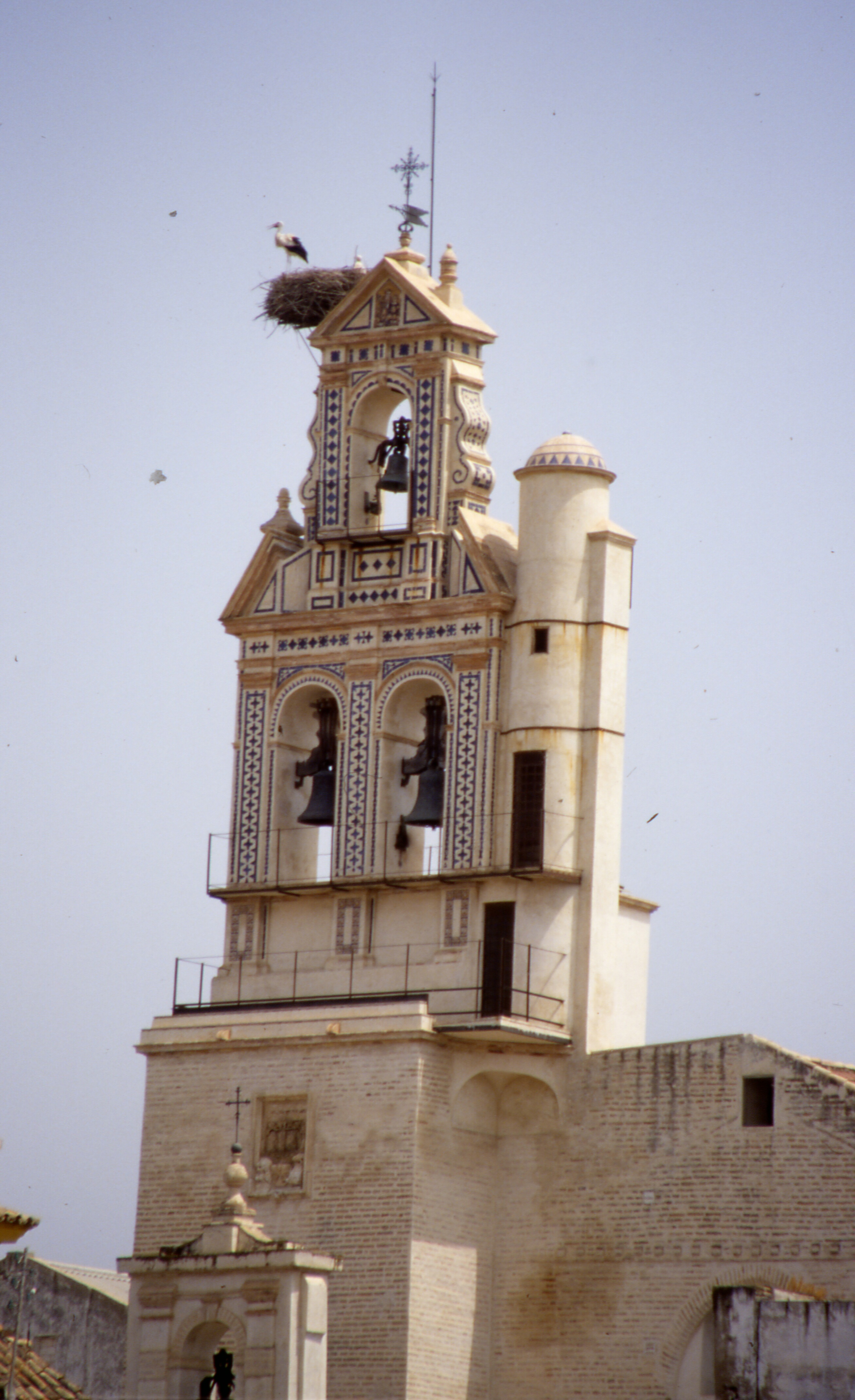
Kirche mit Storchennest
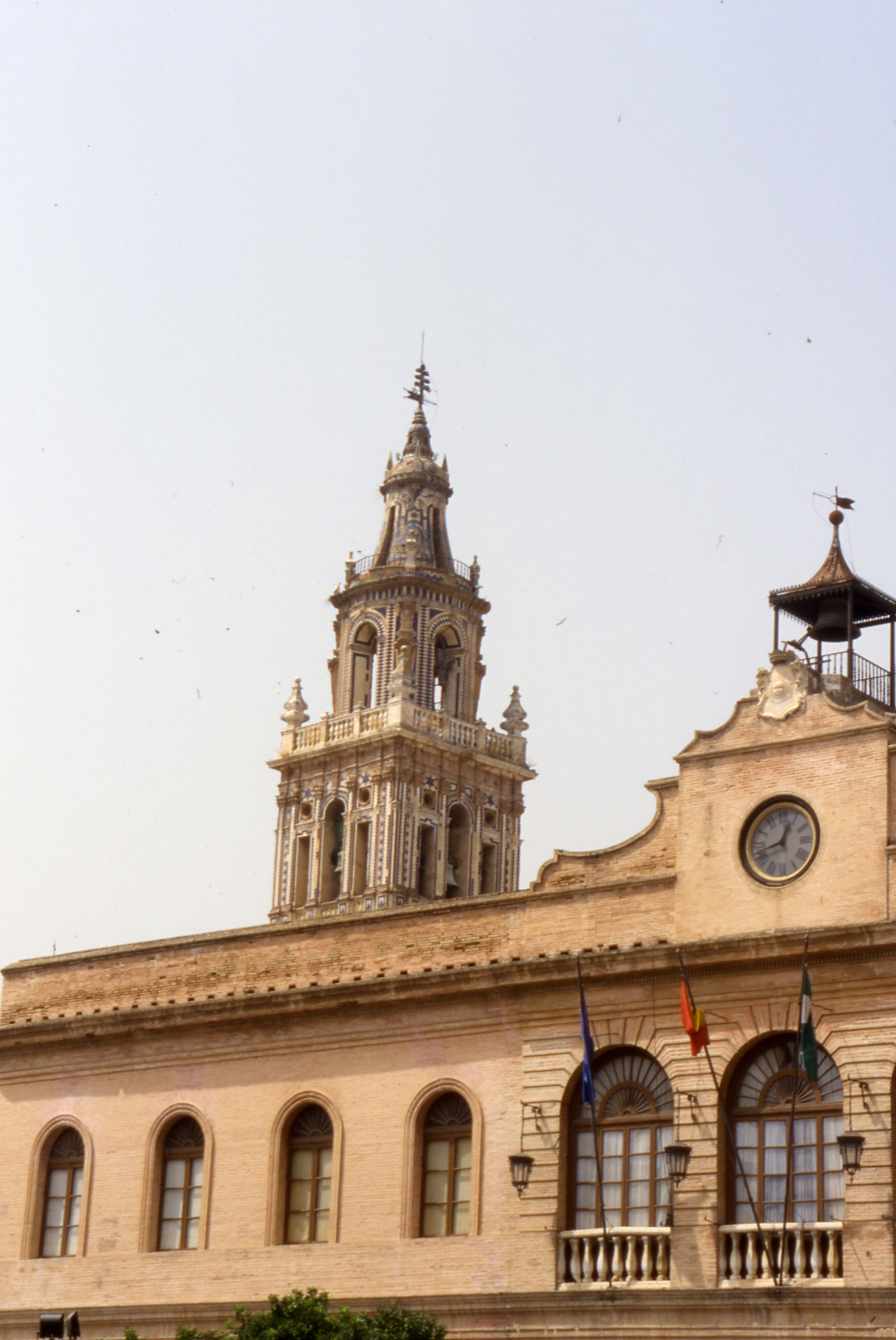
Ansicht

## Söhne und Töchter der Stadt
- Garci Sánchez de Badajoz (um 1450–1460–um 1526), Lieddichter und Musiker
- Manuel de Palma (* 1957), Flamencogitarrist[8]
- Ruben Pérez (* 1989), Fußballspieler